# Armenelos
Armenelos är en fiktiv stad i boken Silmarillion av J.R.R. Tolkien. 
Armenelos var huvudstad i det mäktiga öriket Númenor i den mytologi och berättelse som J.R.R. Tolkien skapade. Staden grundades av Númenors förste konung Elros, bror till alvherren Elrond och förblev, trots númenoranernas kontinuerliga förfall och den växande skuggan på det en gångs då sköna Númenor, den största och mäktigaste staden i världen i över tre tusen år ända till Númenors störtades av Ilúvatar för sitt uppror mot Valar år 3319 i Andra åldern.